# Polignano a Mare
Polignano a Mare (prononcé : [poliɲˈɲaːno a ˈmaːre]) (Peghegnéne en barese) est une commune de la ville métropolitaine de Bari, dans les Pouilles, en Italie méridionale. Ses habitants sont appelés les Polignanesi. La ville, perchée en haut de falaises calcaires, est célèbre pour la transparence bleutée de la mer qui la borde.

## Géographie
L'altitude moyenne de la commune de Polignano a Mare est de 24 mètres.

### Communes limitrophes

Position de la commune de Polignano a Mare dans la province de Bari.

Les communes limitrophes de Polignano a Mare sont : au sud-est, Castellana Grotte ; au sud-ouest, Conversano ; à l'ouest, Mola di Bari ; à l'est, Monopoli. Cette dernière est distante de 8 km et est la plus grande ville aux alentours.

### Hameaux
Les lieux-dits ou frazioni de Polignano a Mare sont San Vito, Casello Cavuzzi et Chiesa Nuova-Triggianello.

### Climat

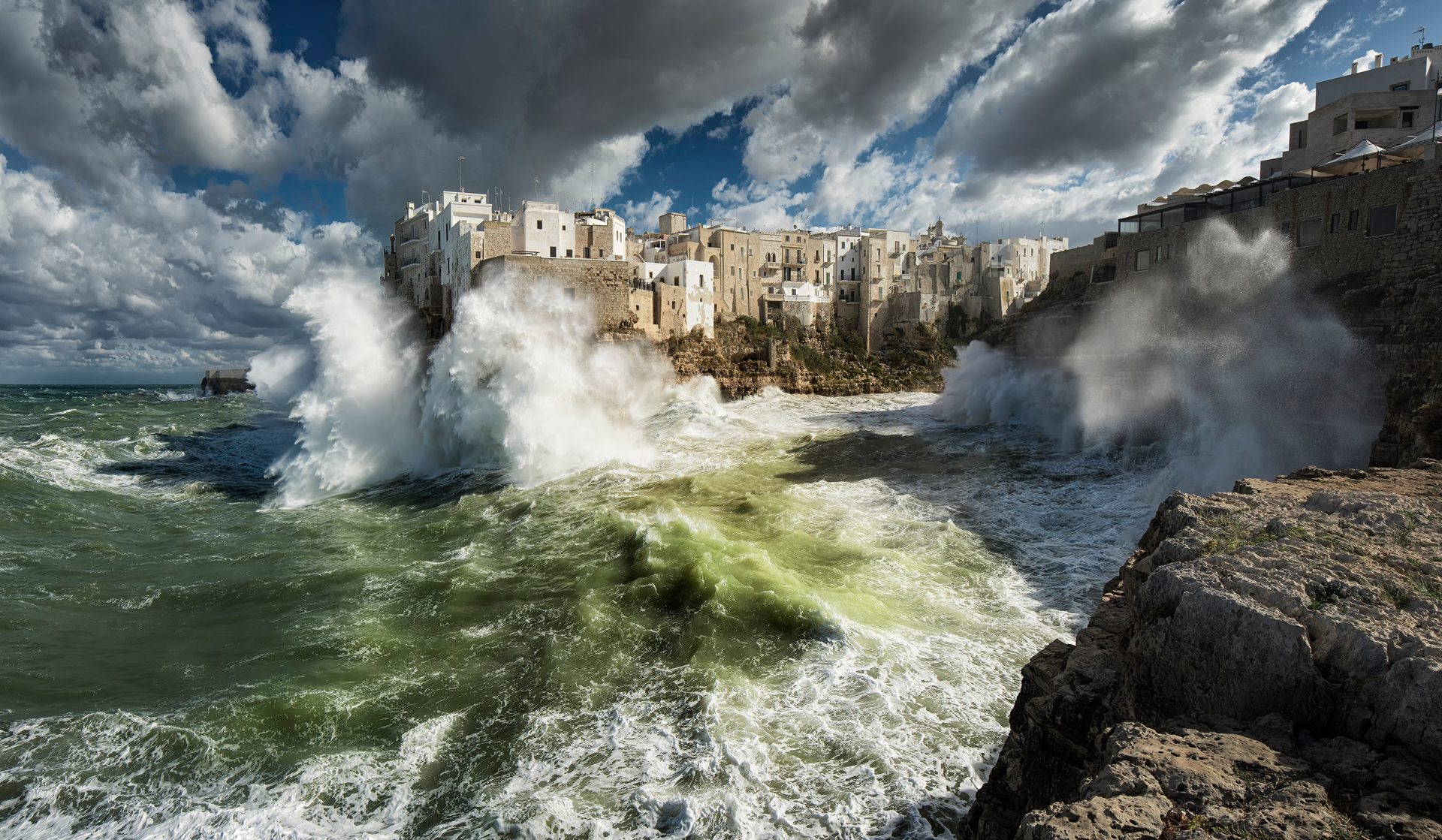
Mer agitée à Polignano a Mare. Septembre 2020.

## Histoire
Polignano a mare est à l'origine une citadelle grecque, Neapolis (Neapolis apula (it)), installée sur un éperon rocheux dominant la mer Adriatique et bordée d'une calanque ou crique, dite Cala Porto, à l'ouest.
La vieille ville est perchée sur une falaise de tuf de 20 à 25 m de hauteur, à pic sur la mer, dans laquelle sont creusées plusieurs grottes karstiques. Liées à un paléo-niveau marin, ces cavités ont d'abord été refuges et réserves, avant de servir de caves aux habitants du bourg médiéval.
La domination de Rome a laissé à la ville, devenue Polineanum, le pont sur l'ancienne voie Trajane (Via Traiana) dit Ponte Lama Monachile qui enjambe le lit de l'ancien cours d'eau Lama Monachile qui se jetait dans la crique du port (Cala Porto).
Au VIe siècle, elle devient possession de l'Empire byzantin avant de passer aux Normands jusqu'en 1194. Sous les règnes angevins et aragonais, elle conclut des accords commerciaux, entre autres avec des marchands vénitiens.
La ville devient propriété de Venise à partir de 1506.
Dans sa Description géographique du Golfe de Venise et de la Morée, publiée en 1771, Jacques-Nicolas Bellin décrit ainsi Polignano : « A deux lieues environ de Monopoli, on trouve Polignano, petite ville d'environ quatre mille âmes, ayant titre de Comté, elle avait un port qui est comblé actuellement ».
En 1864, Polignano prend le nom de Polignano a Mare en vertu d'un décret du roi Victor-Emmanuel II.

## Démographie
La ville s'étend sur 62,5 km2 et compte 17 797 habitants (dont 8 632 hommes et 9 165 femmes) depuis le dernier recensement de la population. La densité de population est de 284,8 habitants par km² sur la ville.

## Politique et administration

### Maires
| Période                                  | Période    | Identité               | Étiquette     | Qualité     |
| ---------------------------------------- | ---------- | ---------------------- | ------------- | ----------- |
| 07/05/2012                               | 22/04/2022 | Domenico Vitto         | Centre-gauche | Sindaco     |
| 22/04/2022                               | 26/06/2022 | Maria Stefania Fornaro | -             | Comm. pref. |
| 27/06/2022                               | En cours   | Vito Carrieri          | Centre-gauche | Sindaco     |
| Les données manquantes sont à compléter. |            |                        |               |             |

### Jumelages
La ville est jumelée avec 
- San Miniato, commune de la province de Pise, en Toscane ;
- Forio, commune de l'île d'Ischia, dans la province de Naples, en Campanie

## Économie
L'économie de la commune repose sur le tourisme, l'agriculture et la pêche.

### Tourisme

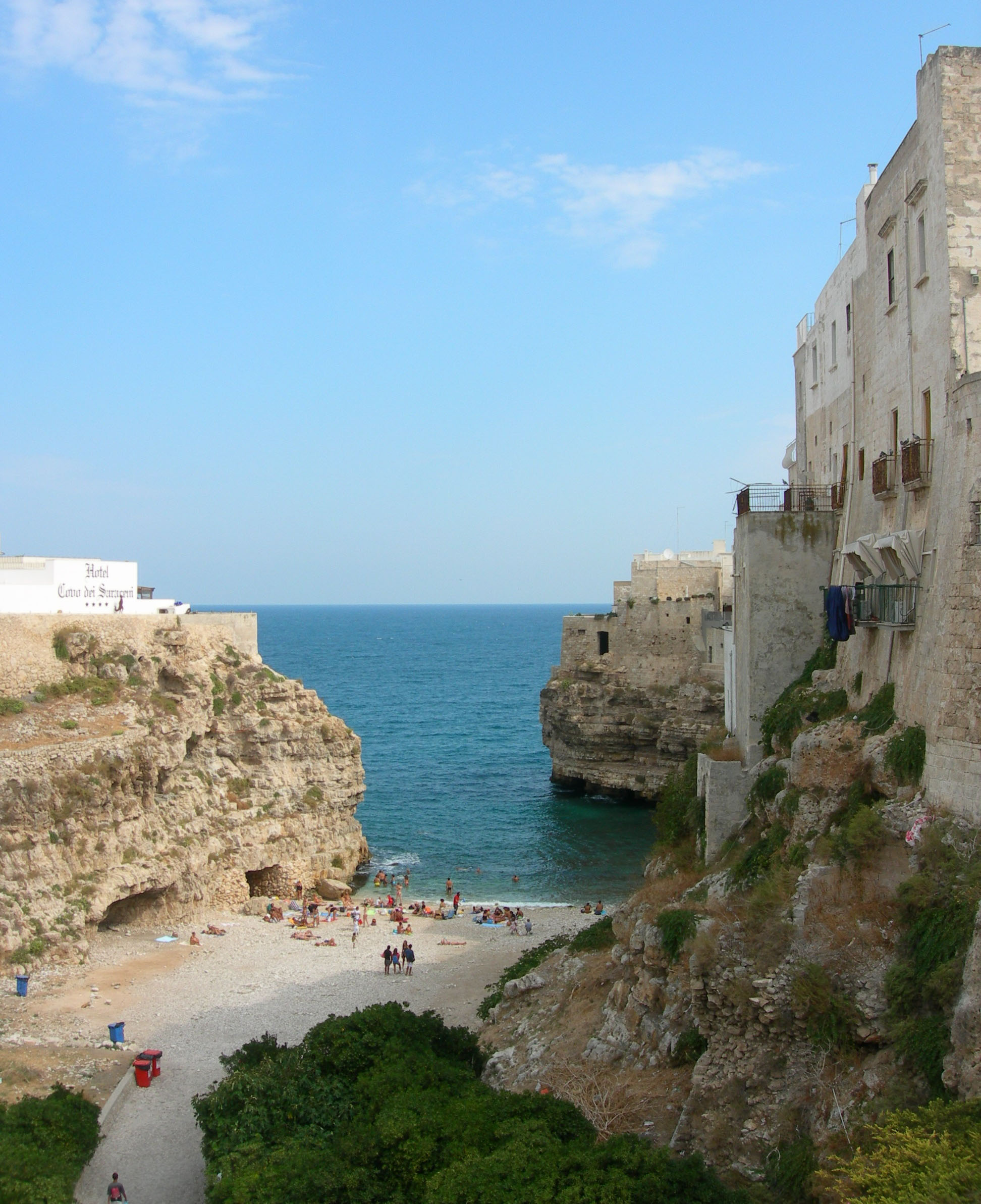
La calanque dite Cala Porto sous les falaises de la vieille ville.

Les plages ou lieux de baignade sur le littoral de Polignano a Mare se trouvent aux lieux-dits Cala Porto, Cala Paura, Porto Cavallo, Ponte dei Lapilli, San Giovanni, Porte Contessa, San Vito, Cala Fetente, Pozzo Vivo, Port'Alga et Torre Incina. Il s'agit pour nombre d'entre elles de calanques ou criques. La plage Cala Porto est une plage de petits galets blancs sous les falaises de la vieille ville.
En 2008, 2009, 2010, 2011 et 2012, Polignano a Mare a reçu la médaille du drapeau bleu décerné par la Fondation pour l'éducation environnementale aux stations balnéaires qui répondent aux critères de qualité européens concernant l'eau de baignade, le nettoyage des plages et des marinas, etc.
Son attrait touristique lui vaut parfois le qualificatif de « perle de l'Adriatique » (la perla dell'Adriatico).

## Culture et patrimoine

### Manifestations culturelles et festivités

#### Fêtes
La fête de saint Guy (San Vito), protecteur de la ville, commence le 14 juin où l'effigie du saint est placée à bord d'un radeau, puis transportée par voie maritime depuis la crique San Vito jusqu'à la calanque Paur. Là, l'icône est portée sur les épaules jusqu'à la place Victor-Emmanuel, où lui sont remises symboliquement les clés de la ville lors d'une célébration solennelle. L'image du saint est ensuite placée sur un autel dressé pour l'occasion, où elle reste jusqu'à la fin de la fête. Le 15 juin, a lieu la procession solennelle qui porte les reliques du saint patron dans les rues du pays. Le 16 juin, le dernier jour de la fête, un cortège reconduit l'effigie du saint jusqu'à l'autel de l'église-mère.

#### Foires
Le jeudi, un marché se tient le long de la rue saint François d'Assise.
Les falaises attirent des amateurs de plongeons de haute voltige qui y ont trouvé un endroit pour exécuter des sauts à plus de trente mètres de haut. Le 8 août 2010, Polignano a accueilli une étape du championnat du monde des plongeons de haute voltige.

### Monuments

#### Architecture civile

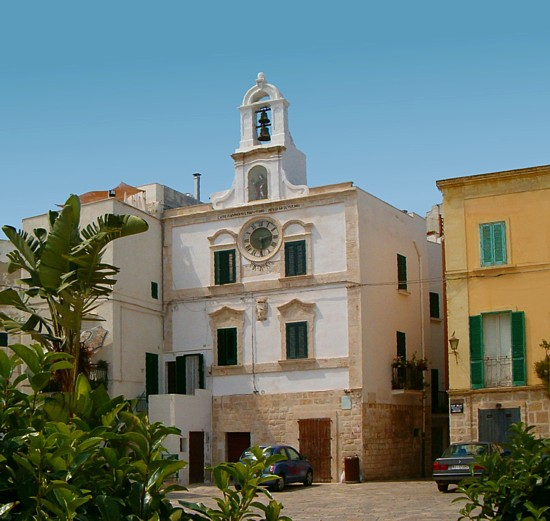
Place de l'Horloge (Piazza dell'Orologio).

- La  Grand' Porte (Porta Grande) ou Vieille Porte (Vecchia Porta) médiévale, seule porte d'accès au centre historique jusqu'au XIXe siècle[12].
- Le palais des Doges (il palazzo del Doge), où résidait le gouverneur vénitien.

Les rues de la vieille ville sont très étroites, les balcons des bâtiments en vis-à-vis sont très proches.

#### Architecture religieuse
- La chapelle saint Stéphane (Capella di Santo Stefano)[10].
- La Chiesa Matrice di Santa Maria Assunta, dédiée à la Vierge en 1295, cathédrale jusqu'en 1818, recèle de nombreuses œuvres d'art dont une sculpture de la nativité par Stefano di Putignano et le polyptyque de la Vierge et l'enfant et des saints de Bartolomeo Vivarini (XVIe siècle). Sa façade, qui donne sur la petite place Victor Emmanuel (Piazza Vittorio Emanuele), est de style composite, combinant des éléments gothiques et baroques[13].
- À trois kilomètres au nord-ouest de la ville, au lieu-dit San Vito (saint Guy), se dresse l'ancienne abbaye bénédictine du même nom, fondée au Xe siècle. Son église abrite des reliques de saint Guy, saint patron de Polignano.

#### Architecture rurale
- La Masseria Lamafico, masseria (ferme fortifiée) sans tour, avec jardins de style oriental[14].

### Lieux touristiques

#### LaGrotta Palazzese(grotte du Palais)

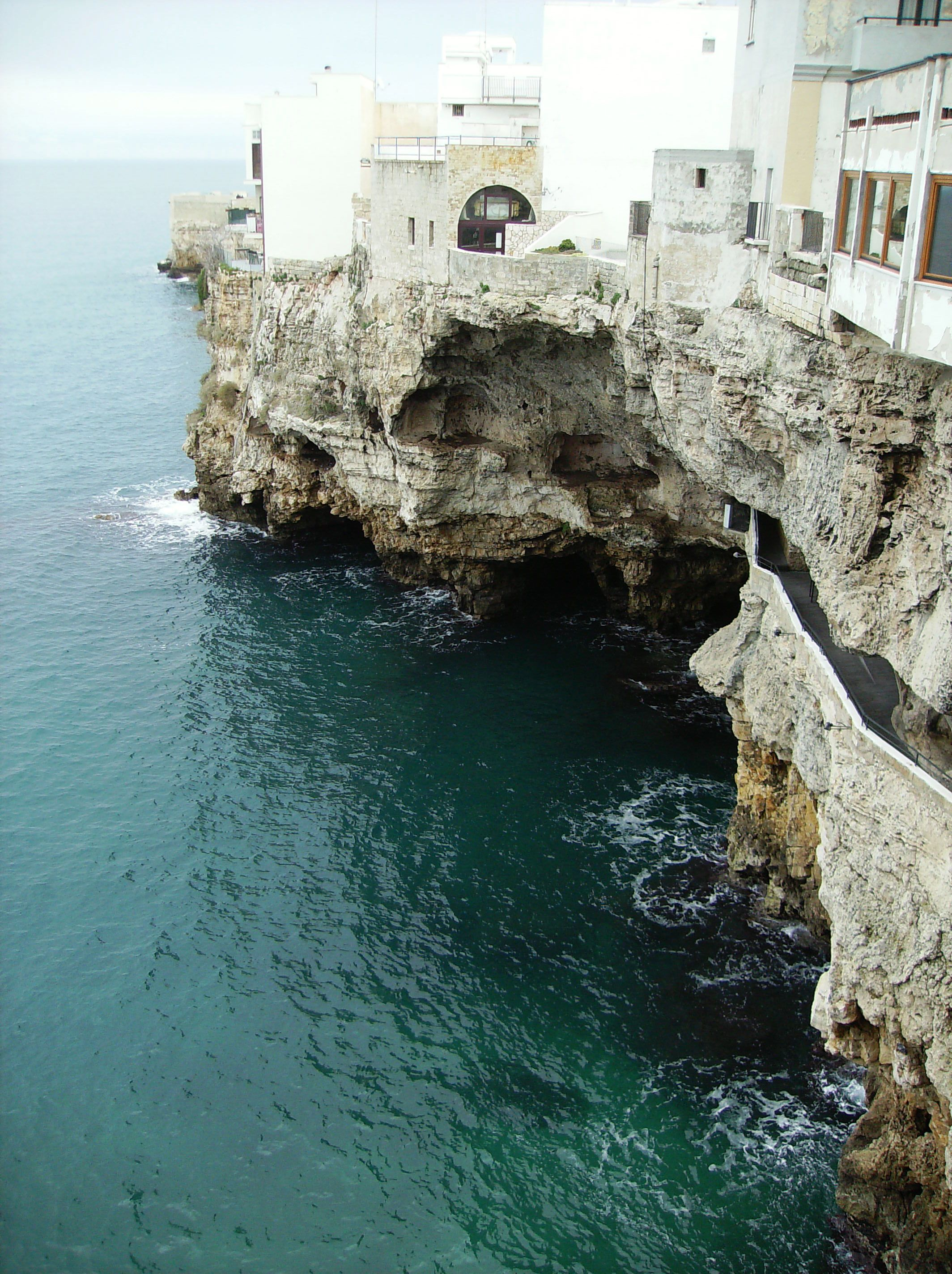
Extérieur de la grotte du Palais

La grotte du Palais (Grotta Palazzese ou anciennement Grotta di Palazzo) est la plus grande et la plus connue des 80 grottes naturelles qui trouent le littoral rocheux de la commune de Polignano. Elle était la propriété du seigneur féodal (feudatorio). Son accès par voie terrestre se fait grâce à un étroit escalier taillé dans le roc, et par la mer en empruntant deux grandes ouvertures naturelles. À l'intérieur se trouve une grande pièce semi-circulaire d'environ 30 mètres de diamètre.
En 1730, le duc Leto de Naples, seigneur de Polignano, relia la grotte avec le centre du village pour pouvoir l'utiliser comme salle de bal, dans le style du palais de Versailles. La grotte devint un point de rencontre de la haute société sur la via Appia vers Brindisi. Une aquarelle de 1783 du peintre français Jean-Louis Desprez, décoriste du roi Gustave III de Suède, atteste de son affectation. La grotte fut désaffectée après la Révolution française et l'abolition de la féodalité.
Elle sert aujourd'hui de restaurant, de mai à septembre, à l'hôtel de la Grotte du Palais (Hotel Grotta Palazzese) sous lequel elle est située.

#### Inscriptions poétiques
Le centre historique est rempli de coins et recoins portant des inscriptions poétiques peintes en noir (du Tasse par exemple).

### Musées
Le palais Pino-Pascali abrite un musée communal d'art contemporain (Museo comunale d'arte contemporanea) créé en 1988 et consacré à l'œuvre de l'artiste Pino Pascali (né à Bari en 1935, mort à Rome en 1968) et lié au mouvement de l'Arte Povera,.
Le palais communal (Palazzo comunale) abrite un musée de paléoethnologie (Museo di paletnologia).

### Cinémas
La ville compte un cinéma multiplexe à quatre salles, du nom de Multisala Vignola, dont une qui peut servir de salle de concert et de théâtre. Il fait suite au Cinema Teatro Italia (« Cinéma Théâtre Italie »), construit en 1948.

## Personnalités liées à la ville
- Domenico Modugno, interprète dans les années 1960 de la chanson Nel blu dipinto di blu (« dans le bleu peint en bleu »), plus connue sous le titre Volare (« voler », en italien). Il a désormais sa statue en bronze, sur la promenade à son nom, dos à la mer (l'auteur en est l'Argentin Hermann Mejer)[19].

## Transports et accès
Venant de Bari, à quelque 50 km au nord-ouest, la route nationale SS16 longe Polignano au sud et continue vers Brindisi, à quelque 80 km au sud-est. Depuis la SS16, trois sorties desservent Polignano.
Polignano a une gare ferroviaire, située sur le Viale Trieste.
Les aéroports les plus proches sont ceux de Bari et de Brindisi.